# VISCII
VISCII (англ. Vietnamese Standard Code for Information Interchange) — это неофициально определённая модифицированная ASCII кодировка символов для использования вьетнамского языка в компьютерах. Её не следует путать с одноимённой официально зарегистрированной кодировкой VSCII. VISCII сохраняет 95 печатных символов ASCII без изменений, но заменяет 6 из 33 управляющих символов на печатные. Она добавляет 128 составных символов. Unicode и кодовая страница Windows-1258 в настоящее время используются практически для всех вьетнамских компьютерных данных, [нужна ссылка], но устаревшие файлы VSCII и VISCII могут нуждаться в преобразовании.)

## История создания
VISCII был разработан Вьетнамской рабочей группой по стандартизации (Viet-Std Group)[1] под руководством Кристофера Куонга Т. Нгуена, Куонга М. Буи и Хока Д. Нго из Кремниевой долины, Калифорния, в 1992 году, когда они работали с консорциумом Unicode над включением предварительно составленных вьетнамских символов в стандарт Unicode. VISCII, наряду с VIQR, был впервые опубликован в двуязычном отчете в сентябре 1992 года, в котором он был назван "Вьетнамским стандартным кодом для обмена информацией". В отчете отмечается рост использования компьютеров во Вьетнаме и растущий объем компьютерных коммуникаций между вьетнамцами за рубежом, что существующие приложения используют кодировки, специфичные для конкретного производителя, которые не могут взаимодействовать друг с другом, и поэтому необходима стандартизация между поставщиками. Успешное включение составного и предварительно составленного вьетнамского языка в Unicode 1.0 стало результатом уроков, извлеченных из разработки 8-разрядного VISCII и 7-разрядного VIQR.
На следующий год, в 1993 году, Вьетнам принял TCVN 5712, свой первый национальный стандарт в области информационных технологий. Это определило кодировку символов под названием VSCII, которая была разработана Техническим комитетом по информационным технологиям TCVN (TCVN/TC1), и ее название расшифровывается как "Вьетнамский стандартный код для обмена информацией". VSCII несовместим с ранее опубликованным VISCII и никак не связан с ним.[4] В отличие от VISCII, VSCII является "вьетнамским стандартом" в смысле национального стандарта.
VISCII и VIQR были одобрены в качестве документа RFC 1456 с информационным статусом, относящегося к группе Viet-Std group и датированного маем 1993 года. Как и в случае с RFC IETF, в RFC 1456  отмечается, что они являются "соглашениями", используемыми носителями вьетнамского языка за рубежом в Usenet, и что в нем "не указан уровень стандарта". Несмотря на это, он продолжает называть VISCII "вьетнамским стандартным кодом для обмена информацией" (то же название, что и VSCII). Ярлыки VISCII и csVISCII зарегистрированы в IANA для VISCII со ссылкой на RFC 1456. (С другой стороны, официального ярлыка IANA для TCVN 5712 / VSCII не существует, хотя x-viet-tcvn5712 ранее поддерживался Mozilla Firefox.)

## Современное использование
Unicode и кодовая страница Windows-1258 в настоящее время используются практически для всех вьетнамских компьютерных данных, но устаревшие файлы VSCII и VISCII могут нуждаться в преобразовании.